# Ellen Horn

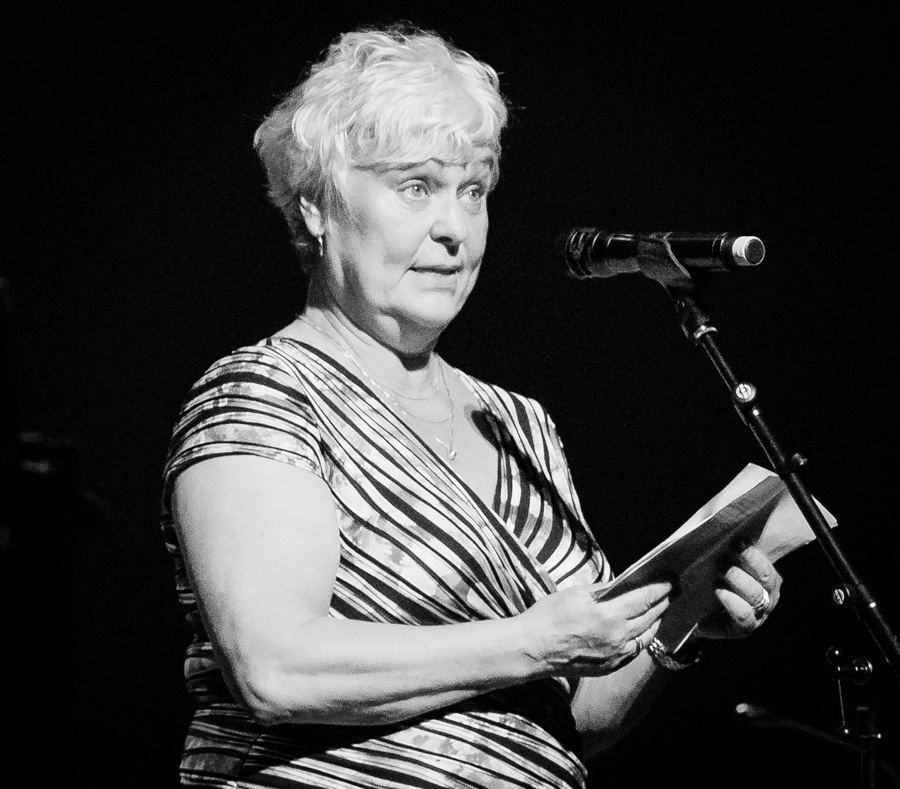
Ellen Horn, 2017

Ellen Horn (* 1. Februar 1951 in Montreal als Ellen Stoesen) ist eine norwegische Schauspielerin, Theaterleiterin und Politikerin der Arbeiderpartiet (Ap). Sie war von März 2000 bis Oktober 2001 Kulturministerin in der Regierung Jens Stoltenberg I.

## Leben
Horn kam als Tochter eines Anwalts und einer Kuratorin zur Welt und wuchs in Tjøme auf. Ihre Schulzeit schloss sie 1969 am Gymnasium Tønsberg ab. Anschließend begann sie als Puppenspielerin unter anderem am Oslo Nye Teater zu arbeiten. Sie machte in der Zeit von 1972 bis 1975 ihre Ausbildung zur Schauspielerin an der Statens teaterskole. Danach war Horn von 1975 bis 1981 am Oslo Nye Teater als Schauspielerin engagiert. Am Nationaltheatret stand sie schließlich von 1981 sie bis 1992 auf der Bühne. Im Jahr 1992 wurde sie Leiterin des Theaters, was sie bis 2000 blieb. Sie war zudem auch an anderen Theatern tätig und spielte in verschiedenen TV-Produktionen und Filmen mit.
Am 17. März 2000 wurde sie als Kulturministerin in die neu gebildete Regierung Stoltenberg I berufen. Sie führte ihr Amt bis zum Abtritt der Regierung am 19. Oktober 2001 aus. In der Zeit zwischen 2003 und 2007 war Horn Stadträtin in Oslo. Von 2005 bis 2015 leitete sie das Riksteatret.

## Privates
Sie war bis zu seinem Tode im Februar 2020 mit dem Jazzmusiker Jon Christensen verheiratet. Die beiden sind die Eltern der Jazzmusikerin und Schauspielerin Emilie Stoesen Christensen. Aus einer früheren Beziehung stammt ihre Tochter Kjersti Horn, eine Theaterregisseurin. Ellen Horns Schwester ist die Schauspielerin Christine Stoesen.

## Auszeichnungen
- 1999: Sankt-Olav-Orden (Kommandeur)[2]

## Filmografie (Auswahl)
- 1976: Oss
- 1979: Grenseland (Fernsehserie, 7 Folgen)
- 1982: Engler i sneen
- 1982: Brødrene Dal og spektralsteinene (Fernsehserie, 1 Folge)
- 1983: Jenny (Fernsehserie, 1 Folge)
- 1983: Spionageschiff (Spyship, Fernsehserie, 1 Folge)
- 1983–1984: Lykkeland (Fernsehserie, 2 Folgen)
- 1985: Farewell Illusions
- 1985: Galskap!
- 1987: Geheimsache Rubicon (Etter Rubicon)
- 1987: Pilen flyttebyrå (Fernsehserie, 1 Folge)
- 1991: Frida – mit dem Herzen in der Hand (Frida – med hjertet i hånden)
- 1995: The Sunset Boys
- 1998: Blodsbånd (Fernsehserie, 3 Folgen)
- 1999: Y2K: Shutdown Detected
- 2000: Ballen i øyet
- 2002: Jul på Månetoppen (Fernsehserie, 24 Folgen)
- 2006: Anderland (Den brysomme mannen)
- 2007: Shining On
- 2011: Norwegische Gemütlichkeit (Koselig med peis, Fernsehserie, 4 Folgen)
- 2014–2021: Neste Sommer (Fernsehserie, 25 Folgen)
- 2016: Nobel (Fernsehserie)
- 2019: Helt perfekt (Fernsehserie, 1 Folge)
- 2020: Norsemen (Fernsehserie, 6 Folgen)

## Werke
- 2006: Ibsens Kvinner, Oslo